# Montainville (Eure-et-Loir)
Montainville település Franciaországban, Eure-et-Loir megyében. Lakosainak száma 298 fő (2018. január 1.). Montainville Villeneuve-Saint-Nicolas községgel határos.

## Népesség
A település népességének változása:
| Lakosok száma | 373  | 304  | 272  | 296  | 334  | 322  | 319  | 320  | 301  | 298  |
|               | 1962 | 1968 | 1982 | 1990 | 1999 | 2008 | 2011 | 2013 | 2017 | 2018 |